# Midnight Ride of Paul Revere (film 1907)
Midnight Ride of Paul Revere è un cortometraggio muto del 1907 diretto da Edwin S. Porter.

## Produzione
Il film fu prodotto dalla Edison Manufacturing Company.

## Distribuzione
Distribuito dalla Edison Manufacturing Company, il film - un cortometraggio in una bobina - uscì nelle sale cinematografiche USA il 2 novembre 1907.
Non si conoscono copie ancora esistenti della pellicola che viene considerata presumibilmente perduta.